# Teatro Eliseo
Le Teatro Eliseo est un théâtre de Rome situé dans le quartier de Monti sur la via Nazionale. Fondé en 1900, il est devenu l'un des principaux lieux de théâtre classique et contemporain de la ville.

## Histoire
L'Arena Nazionale, nom du premier théâtre, ouvre ses portes au printemps 1900. C'est alors un théâtre en bois destiné aux spectacles de variétés d'une capacité d'environ 600 places. Avec la rencontre du succès public, il est décidé vers 1906 de construire un théâtre en dur sur les plans de l'architecte Serafini Amici, devenant ainsi le premier théâtre romain édifié en béton armé. À cette occasion il est rebaptisé Teatro Apollo. En 1912, en raison de problèmes financiers, la salle est divisée en deux espaces indépendants, d'une part le Cines qui continua à se consacrer aux spectacles et d'autre part la Sala Apollo devenant un local nocturne. Petit à petit le Cines devint un cinéma et au tournant de la Première Guerre mondiale, l'ensemble se transforma en Gran Cinema.
Après quelques années de programmations cinématografiques, le théâtre revint vers 1920 à sa vocation première et fut appelé dès lors Teatro Eliseo, programmant des spectacles lyriques et des opérettes. En 1923 avec l'arrivée de Benito Mussolini au pouvoir quelques années auparavant, le théâtre, sous l'impulsion de Lucio D'Ambra, Mario Fumagalli et Santi Severino, fonde une compagnie, intitulée Teatro degli Italiani, destinée à la promotion de pièces italiennes afin de recevoir les aides financières de l'État. En 1938, le lieu est totalement restructuré, sous l'impulsion de l'architecte Luigi Piccinato, en un théâtre moderne et aux normes de sécurité tel qu'il est resté depuis. Sa capacité passe alors à 1300 places (avec la surpression des balcons d'honneur) et sa scène agrandie permet le montage de pièces de plus grande grande envergure.
En 1979, l'espace du Piccolo Eliseo est ouvert permettant une programmation alternative dans une seconde salle de 300 places. En 1982, la salle principale est restructurée, réduite à 956 places afin de supprimer pratiquement toutes les places possédant une mauvaise visibilité. La programmation du Teatro Eliseo est consacrée au théâtre classique en prose et au théâtre contemporain. C'est l'un des théâtres de Rome les plus fréquentés.

## Sources
- (it) Cet article est partiellement ou en totalité issu de l’article de Wikipédia en italien intitulé « Teatro Eliseo » (voir la liste des auteurs).